# 城子坦街道
城子坦街道，是中华人民共和国辽宁省大連市普兰店区下辖的一个乡镇级行政单位。

## 行政区划

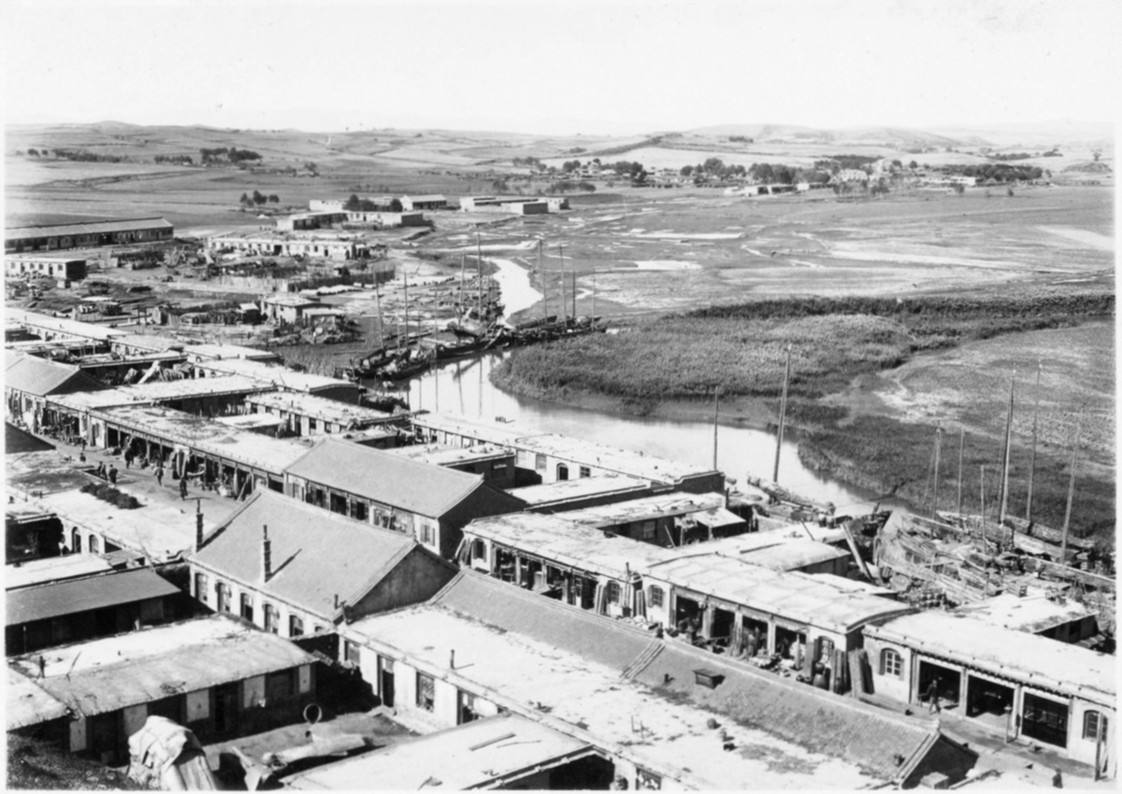
1920年代的城子疃

城子坦街道下辖以下地区：
春满社区、金厂社区、大卢社区、东老滩社区、碧流河社区、老古村、金山村、郑沟村、下吴村和源发村。